# Pallone d'oro 1992
L'edizione 1992 del Pallone d'oro, 37ª edizione del premio calcistico istituito dalla rivista francese France Football, fu vinta dall'olandese Marco van Basten (Milan).
I giurati che votarono furono 29, provenienti da Albania, Austria, Belgio, Bulgaria, Cecoslovacchia, Cipro, CSI, Danimarca, Finlandia, Francia, Germania, Grecia, Inghilterra, Irlanda, Islanda, Italia, Jugoslavia, Lussemburgo, Malta, Paesi Bassi, Polonia, Portogallo, Romania, Scozia, Spagna, Svezia, Svizzera, Turchia e Ungheria.

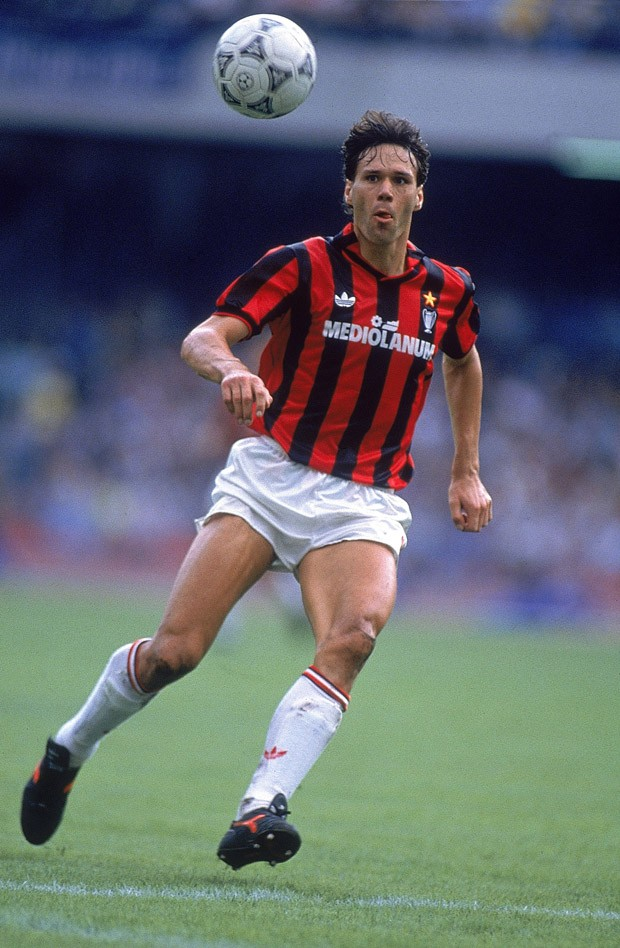
Marco Van Basten, vincitore del Pallone d'oro 1992